# Purépecha (taal)
Purépecha (Purépecha: P'urhépecha) of Taraskisch is de taal die gesproken wordt door de Purépecha, een indiaans volk uit Michoacán in Mexico. Het wordt door 105 556 mensen, de meesten woonachtig in plattelandsdorpen, gesproken. 25% daarvan spreekt naast het Purépecha geen andere taal.

## Verwantschap
Purépecha is een isolaat, het heeft geen bekende verwanten, alhoewel het volgens sommige taalkundigen verwant is aan de Andes-Equatoriale talen die in het westen van Zuid-Amerika worden gesproken, wat behalve taalkundige overeenkomsten gesteund zou worden door het feit dat er in Mexico vergelijkbare graftombes zijn aangetroffen die verder alleen in Ecuador voorkomen. Ook verbanden met de Chibchatalen uit Colombia en het Zuñi uit Californië zijn voorgesteld. Tot dusver is echter geen enkele verwantschap overtuigend bewezen.
De oorsprong van het Purépecha is zo onduidelijk, dat het weleens het Baskisch van Amerika wordt genoemd. Sommige linguïsten menen zelfs dat het Purépecha al een aparte taal geweest moest zijn in de tijd dat de Indianen voor het eerst naar Amerika kwamen. Opvallend is ook dat het Purépecha nauwelijks kenmerken van de Meso-Amerikaanse sprachbund deelt, wat erop wijst dat zij waarschijnlijk laatkomers zijn in Mexico en de Zuid-Amerikaanse hypothese versterkt.
Hoezeer het Purépecha afwijkt van de andere inheemse talen van Mexico wordt duidelijk door het feit dat veel plaatsen in en rond Michoacán hun toponiem in het Purépecha hebben behouden. In de rest van Mexico werden lokale toponiemen na de Spaanse verovering vertaald in het Nahuatl, ook als dat niet de moedertaal van het daar levende volk was, maar dat bleek voor het Purépecha zo moeilijk dat men besloot de oorspronkelijke toponiemen te behouden. Mexicaanse plaatsnamen uit het Purépecha zijn onder andere Querétaro (K'erétarhu, plaats van de grote stad), Guanajuato (Kuanajuato, berg van de kikkers) en Pátzcuaro (Pátzkuarhu, plaats van de stenen).

## Grammatica
Purépecha is een agglutinerende taal en de woordvolgorde is overwegend SVO, hoewel daar in bepaalde situaties van kan worden afgeweken. In tegenstelling tot de meeste andere indiaanse talen kent het Purépecha naamvallen, te weten de nominatief, de genitief de accusatief en de locatief:
| Naamval    | Enkelvoud   | Meervoud       |
| ---------- | ----------- | -------------- |
| Nominatief | tsïtsïki    | tsïtsïkicha    |
| Genitief   | tsïtsïkiri  | tsïtsïkichari  |
| Accusatief | tsïtsïkini  | tsïtsïkichani  |
| Locatief   | tsïtsïkirhu | tsïtsïkicharhu |